# 卡布雷拉山脈

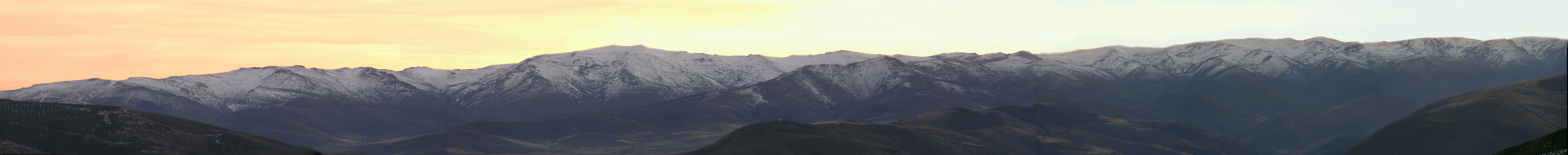

42°11′43″N 6°30′17″W / 42.19528°N 6.50472°W
卡布雷拉山脈（西班牙語：Sierra de Cabrera），是西班牙的山脈，位於該國北部，處於伊比利亞半島，屬於萊昂山脈的一部分，最高點是海拔高度2,122米的維斯科迪略山。